# 용자리 왜소은하
용자리 왜소 은하(영어: Draco Dwarf Galaxy)는 용자리에 있는 왜소 은하이다. 많은 양의 암흑 물질을 포함하고 있다.